# نووه وسلی
نووه وسلی (به چکی: Nové Veselí) یک منطقهٔ مسکونی در جمهوری چک است که در ناحیه ژدار ناد سازاووو واقع شده‌است. نووه وسلی ۹٫۵۱ کیلومتر مربع مساحت و ۱٬۲۳۸ نفر جمعیت دارد و ۵۵۵ متر بالاتر از سطح دریا واقع شده‌است.